# Energiezaun

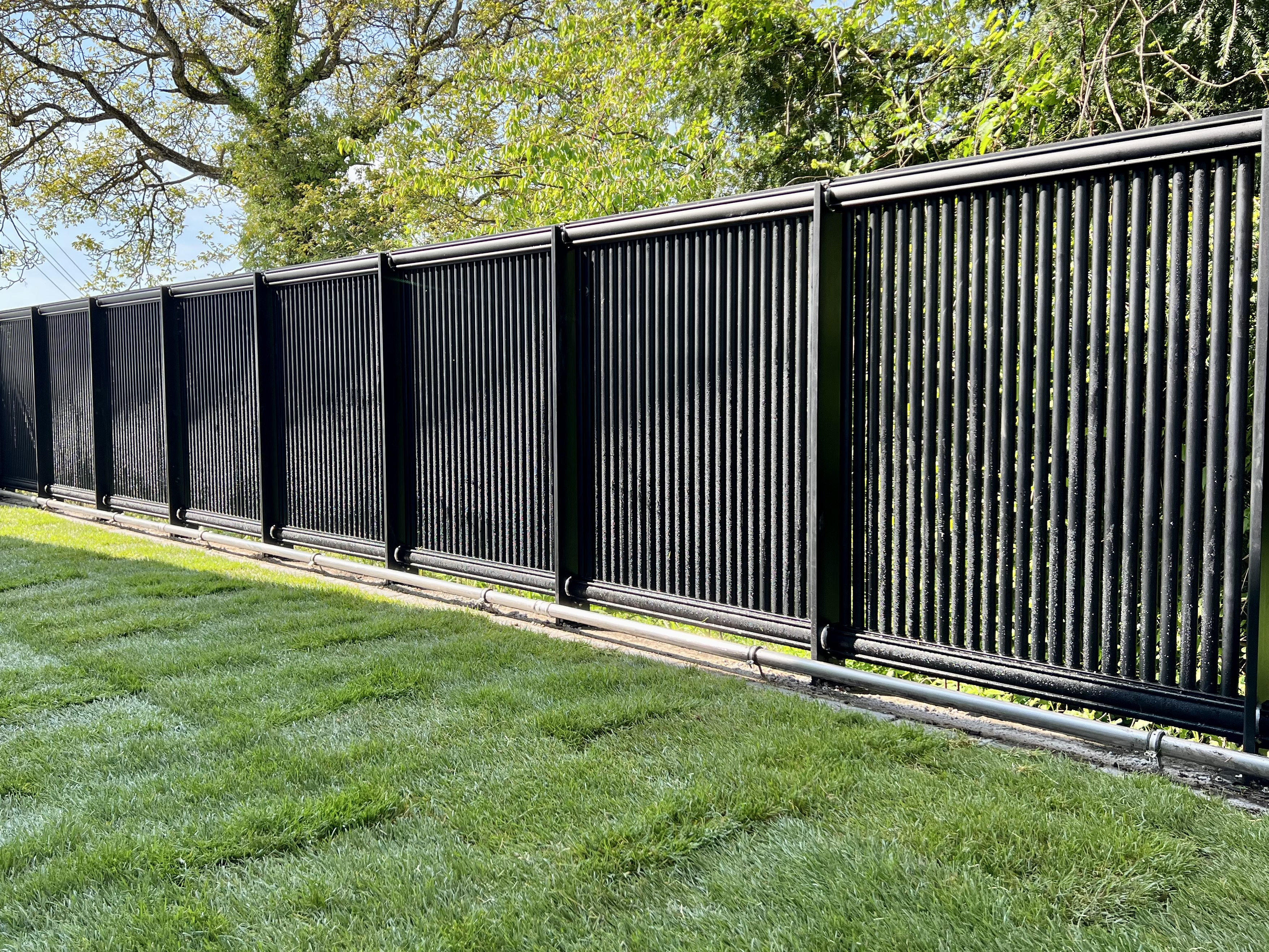
Energiezaun aus Aluminium

Ein Energiezaun, auch Zaunkollektor oder (Thermo-)Solarzaun genannt, ist ein oberirdischer Wärmetauscher (Kollektor) in einer Wärmepumpenheizungsanlage. Der Energiezaun absorbiert Wärme aus der Umgebung (Luft/Wind, Regen, …) und Sonnenstrahlung und führt sie der Wärmepumpe zu. Im Sommer kann der Energiezaun nachts als Wärmesenke für die Kühlung von Gebäuden eingesetzt werden.
Häufig wird der oberirdische mit einem unterirdischen Kollektor kombiniert, so dass das Erdreich als zusätzliche Wärmequelle und -speicher genutzt werden kann.

## Geschichte
Energiezäune und andere oberirdische Kollektoren in verschiedenen Formen (Energiekegel, -stapel, …) wurden bereits in den 1980er-Jahren entwickelt. Seit dieser Zeit wurden Konstruktion, Materialien und Systemaufbau kontinuierlich weiterentwickelt, das grundlegende Prinzip ist aber unverändert geblieben.

## Funktionsweise

### Zaun

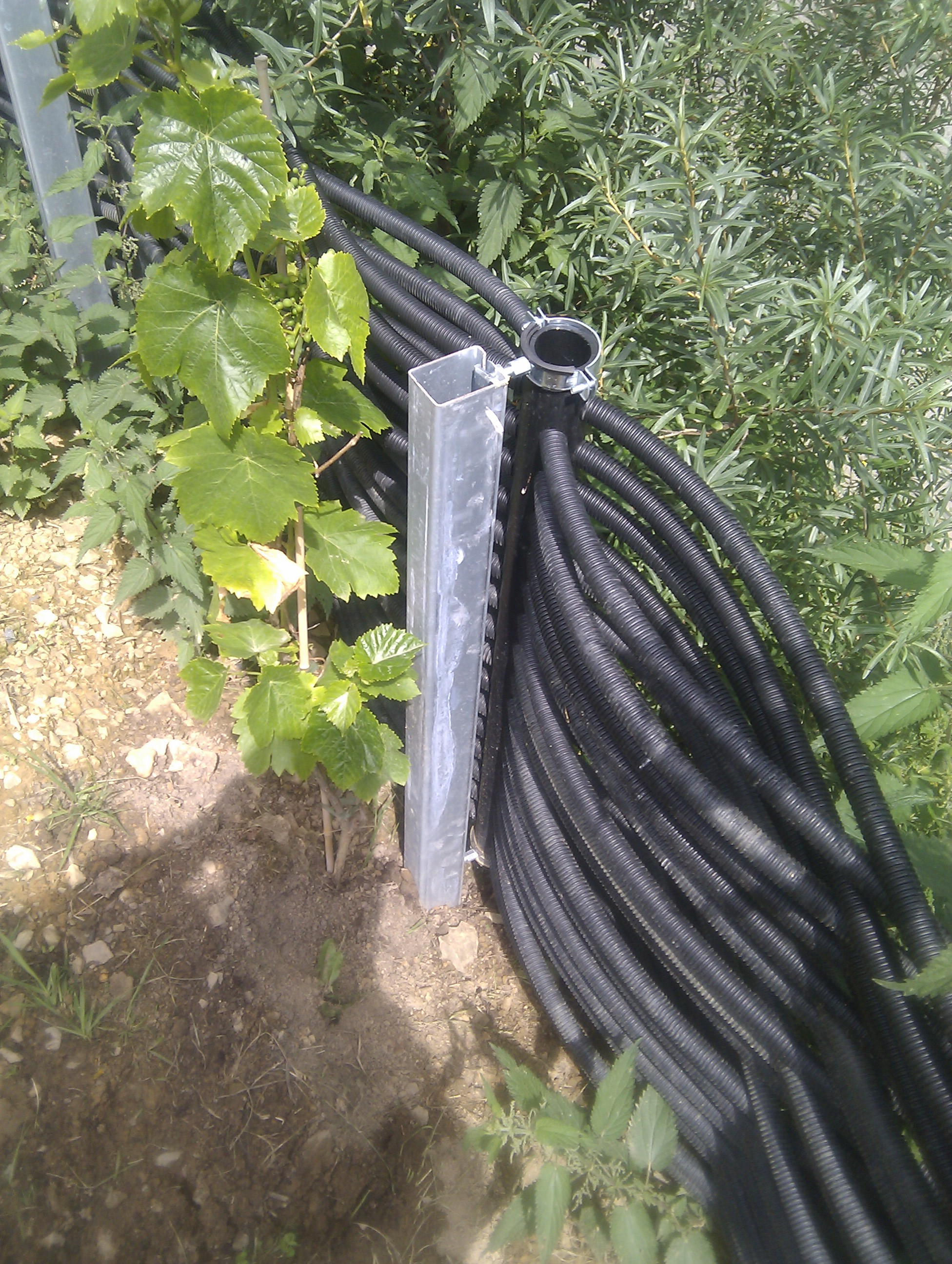
Energiezaun mit Bepflanzung

Der Zaun besteht aus übereinander verlaufenden, schwarzen Wellrohren aus UV-beständigem, biegsamen Kunststoff, die wie bei einem Flechtzaun wechselseitig an Pfählen vorbeigeführt werden. So wird für einen sicheren Stand gesorgt und gleichzeitig wird die Wärmeausdehnung durch unterschiedliche Temperaturen aufgenommen.
Die Rohre sind von einem frostsicheren Wasser-Sole-Gemisch durchflossen, das als Wärmeträger fungiert. Der Kollektor entzieht der Umgebung die Konvektionswärme aus Luft, Wind und Regen und ggf. die Kondensationsenthalpie der Luftfeuchte bei Taupunktsunterschreitung. Zusätzlich absorbiert der Energiezaun durch seine schwarze Farbe ähnlich einem Solarkollektor auch die direkte Strahlung der Sonne. Die Jahresarbeitszahl (JAZ) liegt daher normalerweise höher als bei einer reinen Luft/Wasser-Wärmepumpe.
Durch seine Ähnlichkeit mit "echten" Zäunen kann ein Energiezaun neben der Wirkung als Wärmekollektor, am Gartenrand als Grundstücksbegrenzung platziert, auch der Einfriedung dienen und erfüllt so eine doppelte Funktion.
Der Zaun kann zur Herstellung einer natürlichen Optik bepflanzt werden. In Frage kommen insbesondere verschiedene Klettergewächse, allerdings ist bei der Auswahl darauf zu achten, dass die verwendeten Pflanzen unempfindlich gegen die kalten Temperaturen in der Nähe des Zaunes sind. Weiterhin sollte das Laub nicht zu dicht sein, da sonst durch die Beschattung die Effektivität der Sonnenwärmenutzung leidet. Ein Kompromiss zwischen Optik und Effektivität sind Laubgewächse, die ihre Blätter im Winter abwerfen, also während der Heizperiode, wenn die Wärme in erster Linie gebraucht wird. Bewährt haben sich zum Beispiel bestimmte sommergrüne, winterharte Weinranken.

### Erdwärmekollektor (optionale Ergänzung)
Zur Nutzung von Synergien zwischen Umgebungs-/Solarwärme und Erdwärme werden Energiezäune selten allein, sondern meistens in Kombination mit einem unterirdischen Kollektor eingesetzt. Der Erdboden dient einerseits als Wärmequelle für kalte Tage ohne Sonnenschein bzw. kalte Nächte, da der Energiezaun bei diesen Bedingungen kaum Wärme aufnimmt. Der Erdkollektor übernimmt dann die volle Energieversorgung der Wärmepumpe. Durch den Erdkollektor wird die Jahresarbeitszahl der Wärmepumpe gegenüber einer Ausführung mit rein oberirdischem Kollektor gesteigert. Zum anderen dient das Erdreich als Puffer-Wärmespeicher, der an warmen und sonnenreichen Tagen regeneriert (aufgeladen) wird, wenn der Energiezaun Wärme im Überschuss liefert. Diese eingespeicherte Wärme kann dann später im reinen Erdwärmebetrieb wieder abgerufen werden. Durch die Wärmeeinspeicherung erreicht ein kombinierter Zaun-Erd-Kollektor trotz geringerer Fläche in Summe eine ähnlich gute Effektivität wie ein reiner Erdkollektor.
Für den Erdwärmekollektor kommen technisch grundsätzlich alle Bauformen in Frage (Flächenkollektor, Tiefbohrsonden, Spiralen, Körbe, …). Zur Minimierung des Tiefbauaufwandes (siehe unten) bietet sich aber meist eine lineare Form an, die unterirdisch parallel zum Zaun verläuft, etwa als Grabenkollektor. In der einfachsten Form wird der Zaun einfach teilweise (zu etwa einem Drittel) im Boden vergraben und wirkt somit sowohl ober- als auch als unterirdisch.

## Vor- und Nachteile
Im Vergleich zu konkurrierenden Heizungssystemen weisen Wärmepumpenanlagen mit Zaunkollektor, insbesondere mit Ergänzung durch einen Erdwärmekollektor, eine Reihe von Vor- und Nachteilen auf:
Gegenüber konventionellen Heizungen, insbesondere auf der Basis fossiler Brennstoffe, haben Energiezäune den Vorteil, dass Erneuerbare Energie effizient genutzt wird. Die Heizung ist somit nachhaltiger und umweltfreundlicher. Die Mehrkosten für die Installation sind moderat, im Gegenzug sind Einsparungen bei den Betriebskosten zu erzielen.
Gegenüber reinen Erdkollektor-Wärmepumpenanlagen haben Zaunkollektoren den Vorteil, dass sie weniger aufwändig in der Installation sind, aber insbesondere in Kombination mit einem Erdkollektor dennoch nur geringfügig niedrigere Jahresarbeitszahlen erreichen. Selbst mit einem ergänzenden Erdkollektor in linearer Form (Grabenkollektor) ist der Umfang an Erdarbeiten vergleichsweise gering, teure Tiefbohrungen entfallen. Es ist in der Regel keine Baugenehmigung nötig.  Wegen der kompakten Bauweise kann der Energiezaun auch auf kleinen Baugrundstücken eingesetzt werden. Bei Gebäudesanierung und Heizungsmodernisierung kann ein Energiezaun auch nachträglich ohne großen Aufwand in eine bestehende Gartenlandschaft integriert werden.
Gegenüber reinen Luft-Wärmepumpenanlagen weisen Anlagen mit Zaunkollektor bei moderaten Mehrinvestitionskosten eine höhere Jahresarbeitszahl auf und sind in Kombination mit einem Erdkollektor in der Lage, die Wärmeversorgung ganzjährig ohne elektrische Zusatzheizung zu erbringen. Zudem sind Zaunkollektoren geräuschlos.

## Förderung
Energiezäune werden als Bestandteil einer Solar- und/oder Wärmepumpenheizungsanlage durch verschiedene öffentliche Förderprogramme für Energieeinsparung und Erneuerbare Energien finanziell unterstützt. In Deutschland sind insbesondere die Förderprogramme der KfW Bankengruppe und des Bundesamtes für Wirtschaft und Ausfuhrkontrolle (BAFA) zu nennen. Daneben existieren verschiedene Programme der Bundesländer und herunter bis auf kommunale Ebene.